# Аверофф, Георгиос
Георгиос Аверофф (греч. Γεώργιος Αβέρωφ, при рождении Гео́ргиос Авье́рос-Апостола́кис, греч. Γεώργιος Αυγέρος - Αποστολάκας; 15 августа 1815 — 15 июля 1899) — греческий коммерсант и филантроп аромунского происхождения.

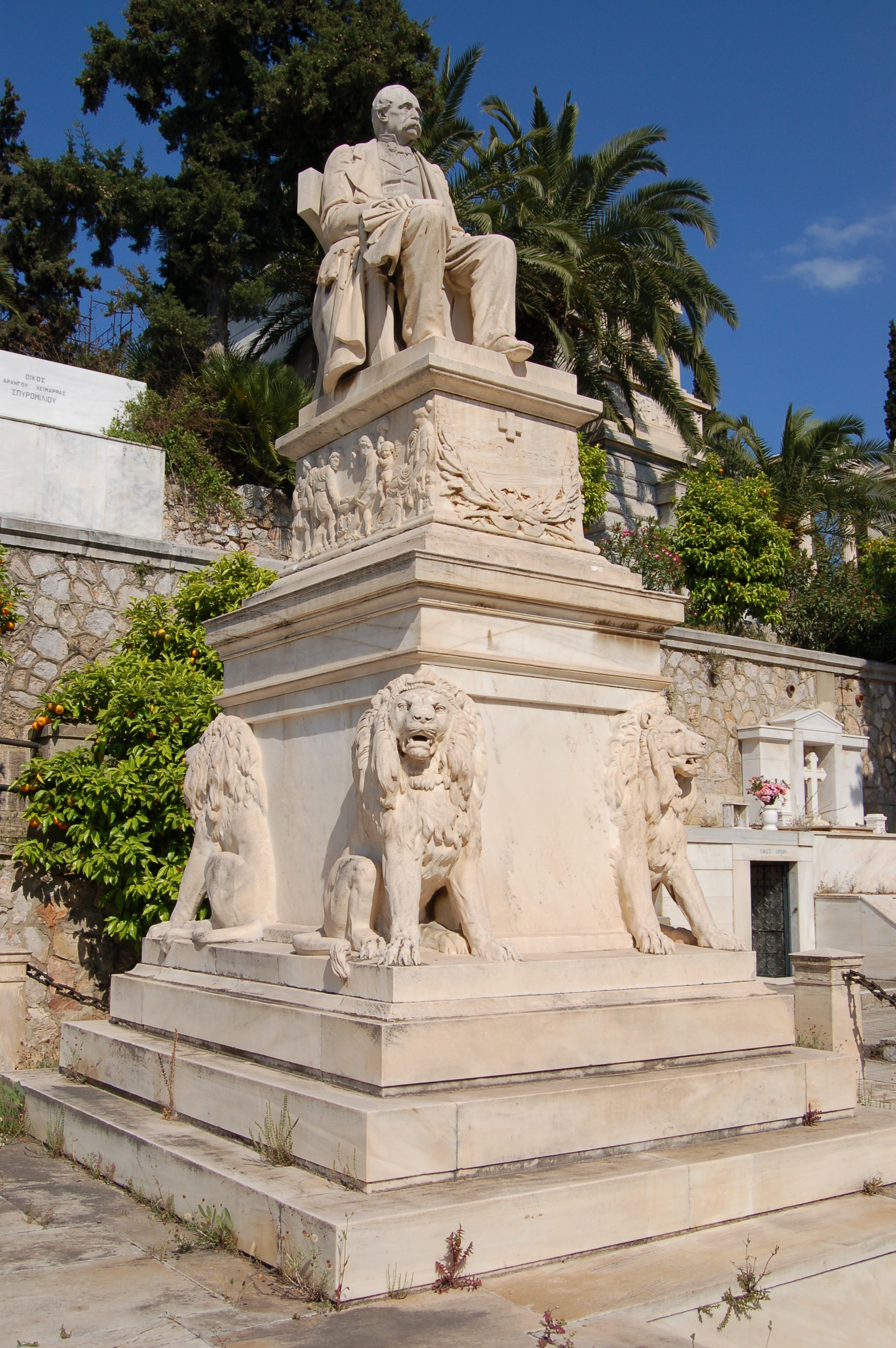
Могила Авероффа на Первом кладбище Афин

Родился в 1815 году в Мецово (Греция), в юности переехал в Александрию. Прославился как основатель многочисленных школ в Египте и Греции.
Среди его благотворительных акций особое место занимает восстановление древнего Мраморного стадиона в Афинах во время подготовки к I Летним Олимпийским играм. Пожертвования были сделаны по запросу наследного принца Константина. Стадион был отремонтирован в 1895 году. Конечная стоимость этих работ составила 920 000 драхм.
Георгиос Аверофф также служил членом приёмной комиссии по работе с иностранными участниками Олимпийских игр.
В знак признания заслуг Авероффа в Афинах перед Мраморным стадионом была установлена его статуя, которая находится там и по сей день. Кроме того, его именем назван крейсер «Георгиос Аверофф», купленный на его деньги в Италии.